# Jules Van Caenegem
Jules Antoine Corneille Van Caenegem (Semmerzake, 12 juni 1880 - Brugge, 29 april 1942) was een Belgisch politicus en minister voor de Katholieke Partij.

## Levensloop
In 1905 werd Van Caenegem burgerlijk bouwkundig ingenieur aan de Katholieke Universiteit Leuven. Eerst ging hij als ingenieur werken bij het bestuur van Bruggen en Wegen in Antwerpen, waarna hij in september 1907 in dienst ging bij de kolenmijn in As. In 1910 werd hij leraar aan de Limburgse Ambachtsschool in Hasselt en van 1910 tot 1927 was hij eveneens bestuurder van de Limburgsche Werkhuizen. In 1926 was hij medestichter van het Vlaams Economisch Verbond.
Van 1926 tot 1932 was hij gemeenteraadslid in Hasselt, waar hij van 1927 tot 1929 schepen van Openbare Werken en Financiën was. Van Caenegem zetelde van 1919 tot 1936 eveneens voor het arrondissement Hasselt in de Kamer van volksvertegenwoordigers, verkozen op de lijst van de Katholieke Partij. Hij vertegenwoordigde binnen de partij de arbeidersvleugel en maakte deel uit van de Katholieke Vlaamsche Landsbond. In de Kamer maakte hij deel uit van de Katholieke Vlaamsche Kamergroep.
Van 1922 tot 1932 wijdde hij zich in het parlement en de regering aan het kanalenvraagstuk in Noordoost-België en was hij de animator voor de bouw van het Albertkanaal. Op 19 oktober 1929 volgde hij Hendrik Baels op als minister van Openbare Werken, in de regering onder leiding van Henri Jaspar. Hij behield dezelfde portefeuille in de regering onder leiding van Jules Renkin, tot hij op 23 mei 1932 werd opgevolgd door Gustave Sap.
Van Caenegem was de promotor van een Waterbouwkundig laboratorium en het bestuderen van hydraulische proefmodellen. Aanvankelijk gaf de regering hiervoor opdrachten aan het Waterloopkundig Laboratorium in Delft. Na zijn vertrek uit de regering trad in 1933 het Belgisch Waterbouwkundig laboratorium in werking, eerst in Berchem, later in Borgerhout. In beide laboratoria werden proefmodellen voor de haven van Zeebrugge bestudeerd.

## Havenbestuur Brugge
De Belgische Staat had de meerderheid verworven in de Maatschappij van de Brugse Zeevaartinrichtingen (MBZI) en benoemde er Van Caenegem in 1932 eerst tot ingenieur-raadsman, vervolgens tot bestuurder. In maart 1936 was een einde gekomen aan zijn functie van volksvertegenwoordiger en werd hij benoemd tot voltijds afgevaardigde bestuurder. In Brugge 'aangespoeld', zoals men dit noemde, was hij niet bijzonder welkom en werd door sommige bestuurders gefluisterd : 'Met ingenieur Van Caenegem, hebben we een tekenaar meer'.
Hij was nochtans zodanig actief dat hij door anderen 'de juiste man op de juiste plaats' werd genoemd. Na onderzoek verklaarde hij dat de toestand van de haven dramatisch was en door de aanslibbing dreigde volledig onbevaarbaar te worden. Hij stelde voor dit te keer te gaan door de bouw van een tweede havenmuur. Hydraulische studies werden uitgevoerd.
Nadat conclusies waren bereikt, duurde het nog een hele tijd voor hierover allerhande commissies besluiten namen en op uitvoering van werken kon gedacht worden. De oorlog verhinderde dit.
Van Caenegem ontwikkelde ook plannen voor een zeekanaal naar Gent, waarbij van Heist tot Maldegem de beide bestaande vaarten in één bedding zouden worden gebracht. Hij wilde tevens een autoweg die voor Zeebrugge  aansluiting zou geven op de autoweg Oostende-Brussel.
Op 18 mei 1940 verliet hij Brugge, samen met de havendirecteur en twee havenkapiteins. Ook al was dit op bevel van de regering, zijn vertrek werd hem niet in dank afgenomen. Alvorens hij uit Frankrijk terugkeerde, had de raad van bestuur hem vervangen door Pierre Vandamme die op 23 mei tot waarnemend afgevaardigd bestuurder werd aangesteld en later tot effectief afgevaardigd bestuurder te worden benoemd. Van Caenegem was ziek uit Frankrijk teruggekeerd en hernam zijn functie niet meer.

## Andere functies
- Voorzitter van het Vlaams Centraal Comité van de Kroostrijke Gezinnen.
- Voorzitter van de Raad van bestuur van de Belgische Binnenscheepvaart
- Voorzitter van de afdeling Hasselt van het Vlaams Economisch Verbond, van de oprichting in 1927 tot in oktober 1929
- Erevoorzitter Nationaal verbond van de oorlogsinvaliden voor de provincie Limburg
- Erevoorzitter ACW Limburg

## Familie
Van Caenegem was getrouwd met Maria Roman. Ze hadden verschillende kinderen, onder wie een dochter die kloosterzuster werd.

## Publicaties
- Het kanalenvraagstuk in Noord-Oost België in verband met eene Rijn-Scheldevaart en een kolenafvoerkanaal in Limburg, Hasselt, 1922
- Beschouwingen betreffende het Rijn-Scheldekanaal, z.d., z. j.
- De waarheid over de Nationalen Bond der Kroostrijke Gezinnen van België, 1937
- Histoire politique et économique du Canal Albert, in: Revue catholique des idées et des faits, 1939

## Eerbetoon
In de wijk Het Hollandsveld in Hasselt, aangelegd in de jaren 1960, werd een straat naar hem genoemd.